# Мелітополь (локомотивне депо)

Мелітопольське локомотивне депо (ТЧ-3 Мелітополь, до 2015 року — відокремлений структурний підрозділ «Мелітопольське локомотивне депо» державного підприємства «Придніпровська залізниця») — підприємство залізничного транспорту в місті Мелітополь, найбільше локомотивне депо Придніпровської залізниці.
Входить до складу служби локомотивного господарства Придніпровської залізниці.
Здійснює перевезення пасажирів та вантажів, забезпечує всіх споживачів підприємства паливом і нафтопродуктами, а також виконує ремонт тягового рухомого складу залізниці.
Розташоване на станції Мелітополь.

## Історія
У 1874 році при будівництві Лозово-Севастопольської залізниці в місті Мелітополь була відкрита станція, створено депо і паровозні майстерні.
1969 року електрифікована постійним струмом (=3 кВ) дільниця Запоріжжя — Мелітополь, 1970 року — Мелітополь — Сімферополь. У депо надійшли перші електровози ЧС2, ВЛ8.
У 1982 році у депо відкритий музей.
У 2008 році в депо переданий весь рухомий склад розформованого локомотивного депо станції Запоріжжя II (ТЧ-14).
23 лютого 2018 року «Укрзалізниця» і General Electric уклали угоду на $1 млрд на придбання, модернізацію і спільне виробництво локомотивів General Electric серії GE Evolution ТЕ33АС. Вартість одного локомотива складає $ 3,5 млн.
У грудні 2018 року до локомотивного депо надійшли перші локомотиви ТЕ33АС «Тризуб», які будуть експлуатуватися в перевезеннях на півдні України.
13 грудня 2018 року перший локомотив ТЕ33АС «Тризуб» вирушив у перший рейс.
На початку квітня 2019 року до локомотивного депо надійшло близько 30 нових тепловозів ТЕЗЗАС «Тризуб». Першими результатами роботи нового тепловоза ТЕЗЗАС «Тризуб» є збільшення середньодобового пробігу (на 11,7 %), середньодобової продуктивності (на 7,1 %) і технічної швидкості (на 1,6 %). Разом з тим, витрати палива зменшені на майже на 20 % за добу. «Укрзалізниця» задіяла новий рухомий склад на Мелітопольському, Миколаївському та Маріупольському напрямках.

## Тягові плечі

### Пасажирські перевезення
- Мелітополь — Харків
- Мелітополь — Дніпро
- Мелітополь — Кривий Ріг — П'ятихатки-Стикова
- Мелітополь — Кривий Ріг — Тимкове
- Мелітополь — Волноваха
- Мелітополь — Бердянськ
- Мелітополь — Нововесела — Херсон

### Вантажні перевезення
- Мелітополь — Запоріжжя-Ліве
- Мелітополь — Синельникове
- Мелітополь — Лозова
- Мелітополь — Волноваха
- Мелітополь — Енергодар
- Мелітополь — Федорівка — Нововесела

## Рухомий склад
- Електровози ВЛ8, ВЛ11, ВЛ11М, ВЛ11М6, ЧС2, ЧС7
- Тепловози 2ТЕ116, ТЕП70, ЧМЕ3

Пасажирський рух здійснюється чеськими електровозами ЧС2 і ЧС7 та тепловозами ТЕП70 і ЧМЕ3, вантажний — електровозами ВЛ11М. Тепловози 2ТЕ116 використовуються для обох видів перевезень. У маневровій роботи задіяні чеські тепловози ЧМЕ3.

## Обслуговування рухомого складу
Депо виконує поточний ремонт та огляди рухомого складу ТР-3, ТР-1, ТО-2, ТО-3. У депо проходять ТР-3 локомотиви депо Мелітополь, Кривий Ріг, Нижньодніпровськ-Вузол, П'ятихатки, Пологи (до 2014 року — Джанкой, Керч); ТО-2 локомотиви депо Кривий-Ріг, Нижньодніпровськ-Вузол (до грудня 2014 року  — Джанкой, Сімферополь).